# Franck Le Normand
François "Franck" Le Normand (nascido em 22 de novembro de 1931) é um ex-ciclista francês que representou França nos Jogos Olímpicos de Verão de 1952 em duas provas de ciclismo de pista.